# Antonij (Sevrjuk)
Antonij (světským jménem: Anton Jurjevič Sevrjuk; * 12. října 1984 Kalinin) je ruský duchovní Ruské pravoslavné církve, metropolita volokolamský, vikář patriarchy moskevského a celé Rusi a předseda Oddělení vnějších církevních vztahů Moskevského patriarchátu.

## Život

### Mladí a studium
Narodil se 12. října 1984 v Kalininu (dnes Tver).
V letech 1991–1995 navštěvoval v Tveru střední školu č. 19. Roku 1995 nastoupil na Tverské lyceum, které dokončil roku 2002. Během studia byl oltářníkem a hypodiakonem katedrálního chrámu Vzkříšení Krista v Tveru.
Roku 2002 nastoupil na Petrohradský duchovní seminář. Během studia spravoval webové stránky Petrohradské duchovní akademie a byl lektorem kurzu anglického jazyka. Několikrát reprezentoval Petrohradské duchovní školy na různých konferencích a seminářích. Roku 2006 se zúčastnil semináře mezinárodní organizace Syndesmos v Bruselu. V letech 2004–2007 se každoročně zúčastnil práce na pravoslavném letním táboře Potamitisse na Kypru. Na tomto táboře byl tlumočníkem a vedoucím ruskojazyčné skupiny.
V říjnu 2006 byl rektorem Petrohradské duchovní akademie arcibiskupem tichvinským Konstantinem (Gorjanovem) postřižen na čtece akademického chrámu svatého Jana Bohoslova.
V březnu 2007 byl vyslán na stáž na pravoslavnou fakultu univerzity v Joensuu ve Finsku. Během studia byl blagočinným chrámu svatého Jana Bohoslova při Joensuuském pravoslavném semináři. Po svém návratu do vlasti obhájil v červnu roku 2007 svou diplomovou práci na téma „Eschatologie ve světových náboženstvích“.
Dne 17. června 2007 dokončil Petrohradský duchovní seminář a byla mu udělena cena metropolity leningradského a novgorodského Nikodima (Rotova). Poté byl přijat na Petrohradskou duchovní akademii bez složení přijímacích zkoušek.
V září 2007 se stal stážistou služby komunikace Oddělení vnějších církevních vztahů Moskevského patriarchátu. Od října 2007 byl referentem předsedy oddělení metropolity smolenského a kaliningradského Kirilla (Gunďajev) (dnes patriarcha moskevský). V září 2008 začal přednášet na Smolenském duchovním semináři.

### Mnišství a kněžství
Dne 5. února 2009 byl jmenován osobním sekretářem patriarchy moskevského Kirilla.
Dne 5. března 2009 byl v chrámu spravedlivého Filareta Milostivého Trojicko-sergijevské lávry patriarchou moskevským Kirillem postřižen na rjasofora se jménem Antonij na počest svatého mučedníka Antonína Valaamského. Dne 8. března 2009 byl patriarchou v chrámu Krista Spasitele v Moskvě rukopoložen na hierodiakona. Od dubna 2009 do 8. dubna 2011 byl vedoucím osobního sekretariátu patriarchy moskevského a celé Rusi.
Dne 3. dubna 2010 jej patriarcha Kirill v chrámu Krista Spasitele rukopoložil na jeromonacha s právem nosit nabedrenik. Dne 5. června 2010 dokončil studium na akademii.
Dne 22. března 2011 byl Svatým synodem ustanoven duchovním chrámu svatého Mikuláše Divotvorce v Římě. Dne 30. května byl osvobozen z funkce duchovního chrámu svatého Mikuláše a jmenován představeným chrámu svaté velikomučednice Kateřiny v Římě.
Dne 12. července 2011 byl jmenován sekretářem Patriarchálních farností v Itálii.
Dne 18. července 2013 byl v Trojicko-sergijevské lávře patriarchou Kirillem povýšen na archimandritu.
Dne 7. října 2015 byl v chrámu spravedlivého Filareta Milostivého patriarchou Kirillem postřižen na monacha se jménem Antonij na počest svatého Antonína Římského.

### Biskupská služba
Dne 22. října 2015 byl Svatým synodem zvolen biskupem bogorodským a vikářem patriarchy moskevského a celé Rusi s povinností sloužit věřícím v Itálii. Zároveň byl jmenován vedoucím Úřadu moskevského patriarchátu pro zahraniční instituce. O den později byl v chrámu Uvedení přesvaté Bohorodice do chrámu Optiny Pustyň oficiálně jmenován biskupem a 26. října proběhla v chrámu Smolenské ikony Matky Boží Novoděvičího monastýru v Moskvě jeho biskupská chirotonie. Světiteli byli patriarcha moskevský Kirill, metropolita krutický a kolomenský Juvenalij (Pojarkov), metropolita volokolamský Ilarion (Alfejev), metropolita tverský a kašinský Viktor (Olijnyk), metropolita istrijský Arsenij (Jepifanov), metropolita chanty-mansijský Pavlo (Fokin), arcibiskup petěrgofský Amvrosij (Jermakov), arcibiskup pjatigorský a čerkeský Feofilakt (Kurjanov), biskup vidnovský Tichon (Nědosekin), biskup serpuchovský Roman (Gavrilov), biskup solněčnogorský Sergij (Čašin), biskup balašichinský Nikolaj (Pogrebňak) a biskup zarajský Konstantin (Ostrovskij).
Dne 28. října 2015 byl patriarchou moskevským Kirillem jmenován představeným chrámu Narození Jana Předchůdce na Presně v Moskvě.
Dne 24. prosince 2015 byl zařazen jako člen Vyšší církevní rady.
Dne 29. července 2017 byl Svatým synodem zproštěn funkce správce Patriarchálních farností v Itálii a představeného chrámu svaté velikomučednice Kateřiny v Římě. Ve stejný den mu byl změněn titul na biskup zvenigorodský.
Od září do prosince 2017 byl dočasným správcem berlínské eparchie.
Dne 28. prosince 2017 byl Svatým synodem ustanoven správcem vídeňské a budapešťské eparchie s titulem biskup vídeňský a budapešťský. Zároveň mu byla ponechána služba vedoucího Úřadu Moskevského patriarchátu pro zahraniční instituce a byl dočasně jmenován správcem Patriarchálních farností v Itálii.
Dne 1. února 2018 byl během liturgie v chrámu Krista Spasitele povýšen patriarchou moskevským na arcibiskupa.
Dne 15. října 2018 byl osvobozen od funkce správce patriarchálních farností.
Dne 30. května 2019 byl Svatým synodem jmenován arcibiskupem chersonským a západoevropským, patriarchálním exarchou Západní Evropy a dočasným správcem Patriarchálních farností v Itálii se zachováním funkce vedoucího Úřadu pro zahraniční instituce.
Dne 31. května 2019 byl v chrámu Vzkříšení Novoděvičího monastýru povýšen patriarchou Kirillem na metropolitu.
Dne 7. června 2022 byl Svatým synodem jmenován předsedou Oddělení vnějších církevních vztahů Moskevského patriarchátu, stálým členem Svatého synodu s titulem metropolita volokolamský s dočasným spravováním exarchátu Západní Evropy a vedením Úřadu pro zahraniční instituce (úřad zrušen 25. srpna 2022).
Dne 5. července 2022 byl prezidentem Ruské federace Vladimirem Putinem jmenován členem Rady pro interakci s náboženskými sdruženími při prezidentu Ruské federace.
Dne 13. října 2022 byl osvobozen z funkce exarchy a jmenován předsedou Komise pro starověrecké farnosti a styk se starověrci.
Dne 16. března 2023 jej Svatý synod osvobodil z funkce správce Patriarchálních farností v Itálii.
Je spolupředsedou Křesťanského mezidenominačního poradního výboru.
Dne 23. ledna 2023 byl v rámci Ruské invaze na Ukrajinu zařazen na sankční seznam Ukrajiny jako osoba „která pod rouškou spirituality podporuje teror a genocidní politiku“ a za „propagandu a podporu války proti Ukrajině“.